# Teselación de Penrose

Una teselación de Penrose

Una Teselación de Penrose o suelo de baldosas de Penrose es una teselación no periódica generada por un conjunto aperiódico de baldosas prototipo nombradas en honor a Roger Penrose, quien investigó esos conjuntos en la década de los 70.
Debido a que todas las teselaciones obtenidas con las baldosas de Penrose son no periódicas, las teselaciones de Penrose han sido consideradas como teselaciones aperiódicas. 
Un teselación de Penrose tiene varias propiedades remarcables:
- Es no periódica, lo cual significa que carece de simetría traslacional alguna. Dicho de manera informal, una copia desplazada nunca concordará con el original de forma exacta.
- Cualquier región finita en una teselación aparece un número infinito de veces en esa teselación y de hecho, en cualquier otra teselación. Esta propiedad podría ser trivialmente verdadera en una teselación con simetría translacional, pero es no trivial cuando se aplica en las teselaciones no periódicas de Penrose.
- Es un cuasicristal: implementada como una estructura física, una teselación de Penrose producirá una difracción de Bragg cuyo patrón de difracción revela la simetría subyacente de orden cinco y el orden en un margen amplio. Este orden refleja el factor por el cual la teselación está organizada, no a través de simetría rotacional, pero sí a través de un proceso algunas veces llamado “deflación” o “inflación”.

Robert Ammann descubrió de forma independiente la teselación al mismo tiempo que Penrose.
Varios métodos para construir las teselaciones han sido propuestos, por ejemplo reglas de acomodo, sustituciones, mecanismos de corte y proyección y coberturas.

## Antecedentes históricos
Los conjuntos de baldosas propuestos por Penrose están entre los ejemplos más simples de un hecho matemático no intuitivo, la existencia de conjuntos aperiódicos. En 1961, Hao Wang notó conexiones entre problemas de geometría (especialmente acerca de las teselaciones) y una cierta clase de problema de decisión. Por un lado, observó que si el llamado Problema dominó no fuese recursivo, entonces tendría que existir un conjunto aperiódico de baldosas. Como la existencia de dicho conjunto no parecía plausible, Wang conjeturó que el Problema Dominó es recursivo.
En su tesis de 1964, Robert Berger desmintió la conjetura de Wang, probando que el Problema Dominó es de hecho no recursivo y que producía un conjunto aperiódico de 104 baldosas distintas (en su monografía, Berger muestrabs todavía un conjunto más extenso de 20.426 baldosas).
El número fue reducido por Donald Knuth, Hans Läuchli y Raphael Robinson quienes dieron un conjunto aperiódico de solo seis baldosas (que simplificaron la demostración matemática de Berger) en un elegante documento de 1971. En 1972, Roger Penrose obtiene la primera de diversas variaciones de baldosas forzando una estructura pentagonal jerárquica, un conjunto de seis baldosas. Durante los años siguientes, otras variaciones fueron encontradas, con la participación de Raphael Robinson, Robert Ammann y John H. Conway.
En 1981 De Bruijn explicó un método para construir las teselaciones de Penrose por medio de cinco familias de líneas paralelas, así como un “método de corte y proyección” en el cual las baldosas de Penrose eran obtenidas con las proyecciones en dos dimensiones de una estructura cúbica de cinco dimensiones. De esta forma la teselación de Penrose es considerada como un conjunto de puntos, es decir, sus vértices, mientras que sus baldosas son solo formas geométricas definidas al conectar sus vértices.

## La teselación de Penrose original (P1)

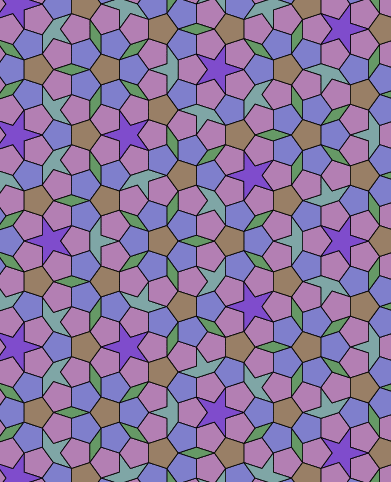
Una teselación construida del conjunto original de Penrose (P1) de seis baldosas

La teselación de Penrose original fue propuesta en 1974 en un documento titulado el papel de la estética en la investigación pura y aplicada. No más de una quinta parte del documento trata de ello, pero Penrose admite que la teselación fue el tema real. Más tarde Penrose reconoce la inspiración del trabajo de Johannes Kepler. En su libro Harmonices Mundi Kepler exploró teselaciones construidas por medio de pentágonos y se demostró que su construcción podía ser extendida en una teselación de Penrose. En un principio los trazos de esta idea ya estaban hechos en un trabajo de Durero.
Al intentar llenar de baldosas el plano con pentágonos regulares es necesario dejar huecos. Penrose encontró una particular forma de teselado en el cual los huecos podían ser llenados con otras formas: una estrella, un bote y un diamante como se muestra a la izquierda. En adición a las baldosas, las reglas de comienzo de Penrose, usualmente llamadas reglas de ensamble, especifican como las baldosas deben ser unidas entre sí; estas reglas son necesarias para asegurarse de que las teselaciones sean no periódicas. Como hay tres conjuntos distintos de reglas de ensamble para baldosas pentagonales, es común considerar al conjunto como si tuviera tres baldosas pentagonales diferentes, mostradas con colores diferentes en la ilustración. Esto resulta en un conjunto de seis baldosas: un rombo delgado o 'diamante', una estrella de cinco picos, un 'bote' (aproximadamente 3/5 de una estrella) y tres pentágonos.

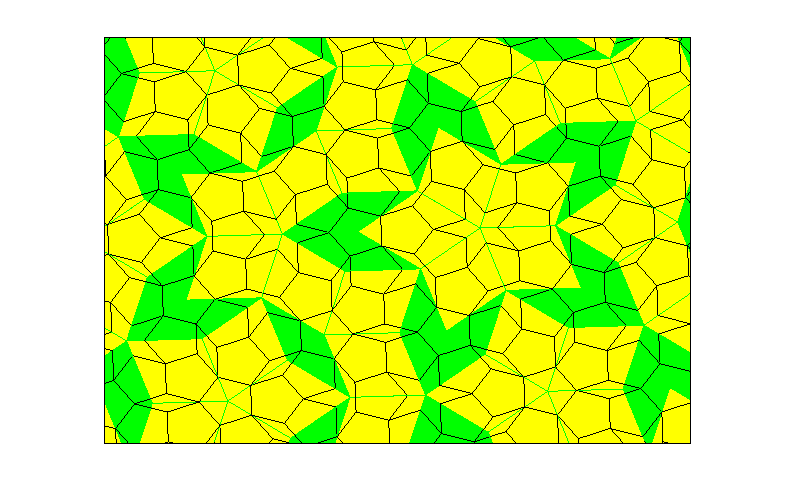
La Teselación de Penrose pentagonal (P1) en negro sobre una teselación rómbica coloreada de fondo (P3).

 Penrose encontró más tarde dos conjuntos más de baldosas aperiódicas, uno consistiendo en baldosas conocidas como 'cometa' y 'flecha' (P2) y un segundo conjunto consistiendo en dos rombos (P3). La traslación entre la teselación P1 y su correspondiente teselación P3 es ilustrada a la derecha.

## Teselación rómbica (P3)
Los rombos de Penrose son un par de rombos de lados iguales pero de formas diferentes.

Dos tipos de reglas de ensamble para los rombos de Penrose

- El rombo más delgado t tiene cuatro esquinas con ángulos de 36, 144, 36 y 144 grados. El rombo t podría ser bisectado a lo largo de su diagonal menor para formar un par de triángulos de Robinson.
- El rombo grueso T tiene ángulos de 72, 108, 72 y 108 grados. El rombo T podría ser bisectado a lo largo de su diagonal mayor para formar un par de triángulos de Robinson obtusos.

Hay 54 combinaciones ordenadas cíclicamente que suman hasta 360° en un solo vértice, pero las reglas de las teselación solo permiten que aparezcan 7 de esas combinaciones. Las baldosas ordinarias en forma de rombo pueden ser usadas para llenar el plano de forma periódica, por lo que hay restricciones que deben de hacerse sobre como las baldosas pueden ser ensambladas. La regla más simple, prohíbe que dos baldosas de la misma naturaleza sean colocadas juntas para formar un paralelogramo simple, esto es suficiente para asegurar la aperiodicidad. Aun así, las reglas están hechas para distinguir los lados de las baldosas y requerir que solo lados particulares puedan ser colocados juntos entre las baldosas. Un ejemplo de reglas para encajar de forma adecuada es mostrada en la parte de arriba en el diagrama de la izquierda. La baldosas deben ser ensambladas de manera que las curvas que cruzan sus bordes concuerden en color y posición. Una condición equivalente es que las baldosas deben ser ensambladas de tal manera que las muescas de sus bordes encajen juntos. Las mismas reglas pueden ser establecidas para otras formulaciones.
Hay una gran cantidad de patrones finitos arbitrarios con simetría de grado diez y que cuando mucho tienen un punto de centro de simetría de grado diez global donde diez ejes de simetría lo cruzan. Como la teselación es aperiódica, no hay simetría translacional, el patrón no puede ser desplazado para que coincida consigo mismo en el plano entero. Sin embargo, cualquier región delimitada, no importa cuán grande, será repetido un número infinito de veces dentro de la teselación. Por eso un finito número de patrones no pueden ser diferenciados entre las incontables teselaciones de Penrose, ni siquiera para determinar en que posición se está dentro de la baldosa que está siendo mostrada. La única manera de distinguir las dos teselaciones simétricas de Penrose de las otras es que su simetría continue al infinito.
Los rombos pueden ser cortados a la mitad para formar un par de triángulos, llamados los triángulos de Robinson, los cuales pueden ser usados para producir las teselaciones de Penrose con una sustitución de baldosas. Los triángulos de Robinson son los triángulos isósceles 36°-36°-108° y 72°-72°-36°. Cada uno de estos triángulos tienen los bordes en la relación de (1+√5):2, la razón dorada. Las reglas que hacen cumplir la aperiodicidad en una teselación de triángulos de Robinson hacen a los triángulos asimétricos, y cada triángulo aparece en conjunción con sus reflejos para formar un rombo, una cometa o una flecha.

### Dibujando la teselación de Penrose P3
La teselación rómbica de Penrose puede ser dibujada usando el siguiente Sistema-L (sistema de Lindenmayer): 

| variables:  | 1 6 7 8 9 [ ]                     |
| Constantes: | + -;                              |
| Inicio:     | [7]++[7]++[7]++[7]++[7]           |
| Reglas:     | 6 → 81++91----71[-81----61]++     |
|             | 7 → +81--91[---61--71]+           |
|             | 8 → -61++71[+++81++91]-           |
|             | 9 → --81++++61[+91++++71]--71     |
|             | 1 → (eliminado en cada iteración) |
| Ángulo:     | 36º                               |

Evolución del Sistema-L para n=1,2,3,4,5 y 6

Aquí 1 significa "dibuja al frente", + significa "gira a la izquierda el ángulo" y - significa "gira a la derecha el ángulo" (vea gráficas tortuga). La [ significa guardar la posición presente y la dirección para restaurarlas cuando el correspondiente ] sea ejecutado. Los símbolos 6, 7, 8 y 9 no corresponden a ninguna acción, están ahí solo para producir la evolución correcta de la curva.

## Las baldosas de la cometa y la flecha (P2)
Los cuadriláteros llamados la 'cometa' y la 'flecha' también son usados para formar una teselación de Penrose

Las baldosas de la cometa y la flecha

- La cometa es un cuadrilátero cuyas cuatro esquinas tienen ángulos de 72, 72, 72 y 144 grados. La cometa puede ser bisecada a lo largo de su eje de simetría para formar un par de triángulos acutángulos de Robinson.
- La flecha es un cuadrilátero no convexo (cóncavo) que tiene cuatro ángulos interiores que son de 36, 72, 36 y 216 grados. La flecha puede ser bisectada a lo largo de su eje de simetría para formar un par de triángulos obtusángulos de Róbinson

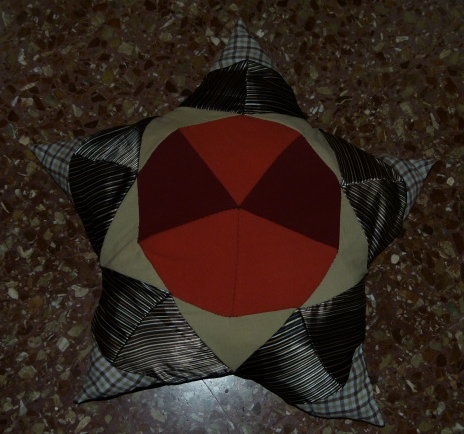
Aplicación textil -no comercial- del teselado de cometa y flecha.

Los arcos verde y rojo en la baldosa limitan el posicionamiento de las baldosas: cuando dos baldosas comparten un borde en una teselación, los patrones deben concordar con estos bordes. Por ejemplo, el vértice cóncavo de una flecha no puede ser llenado simplemente con una cometa, pero puede ser llenado con un par de cometas.

### La deflación
Un método de substitución conocido como deflación se describe a continuación el cual produce una cometa y una flecha de la teselación de Penrose. Comenzando con una teselación finita llamada el axioma, la deflación procede con una secuencia de pasos llamados generaciones. El axioma puede ser tan simple como una sola baldosa. En una generación de deflación, cada baldosa es remplazada con una o más baldosas nuevas que cubren exactamente el área de la baldosa original. Las nuevas baldosas son versiones de tamaño reducido de las baldosas originales. Las reglas de substitución garantizan que las nuevas baldosas estarán arregladas de acuerdo con las reglas de ensamble. 
Generaciones repetidas de la deflación producen una teselación de la forma del axioma original con baldosas cada vez más y más pequeñas. Haciendo muchas generaciones de forma suficiente, la teselación contendrá una versión de tamaño reducido del axioma que no toca el límite de la teselación. El axioma puede entonces ser rodeado por baldosas de tamaño completo correspondientes a las baldosas que aparecen en la versión de tamaño reducido. La teselación extendida puede ser usada como un nuevo axioma produciendo teselaciones más y más extensas y finalmente que cubran el plano entero.

#### Un ejemplo: tres generaciones de cuatro axiomas
Este es un ejemplo de generaciones sucesivas comienzan de axiomas diferentes. En el caso del 'Sol' y la 'Estrella', la versión interior de tamaño reducido del axioma aparece en la generación 2. El 'Sol' también aparece en el interior de su generación 3.
| Nombre         | Generación 0 (o axioma) | Generación 1 | Generación 2 | Generación 3 |
| -------------- | ----------------------- | ------------ | ------------ | ------------ |
| Cometa (mitad) |                         |              |              |              |
| Flecha (mitad) |                         |              |              |              |
| Sol            |                         |              |              |              |
| Estrella       |                         |              |              |              |

## Cubrimiento decagonal
En 1996 la matemática alemana Petra Gummelt demostró que un equivalente de cubrimiento a la teselación de Penrose podría ser construida al cubrir el plano con una baldosa simple decagonal si dos tipos de superposición eran permitidos. Este nuevo enfoque se denomina 'cubrimiento' para distinguirla de la 'teselación' no superpuesta. La teselación decagonal es decorada con figuras coloreadas y la regla de cubrimiento permite solo la superposición de estas decoraciones.

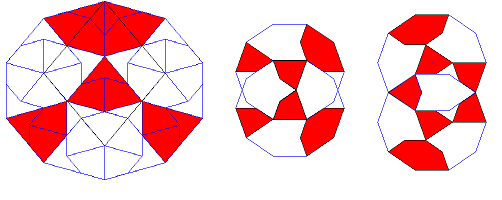
Decágono de Gummelt y los dos tipos de superposición.

 Descomponiendo la teselación decagonal en cometas y flechas se transforma el cubrimiento aperiódico en una teselación de Penrose. Si un rombo 'T' grueso es inscrito en cada decágono, la parte de la teselación de Penrose correspondiente a esas formas es obtenida, mientras que los lugares para las teselaciones pequeñas se quedan desocupadas.
El método de cubrimiento se adopta por ser un modelo realista del crecimiento de quasicristales. Grupos atómicos diferentes 'comparten' los fragmentos de cada estructura aperiódica que es construida. La analogía con cristales construidos de una unidad de célula es construida cuando la superposición de los decágonos es vista como quasi células unitarias.

## Características de Fibonacci y la razón dorada
La teselación de Penrose, la sucesión de Fibonacci y la razón dorada están intrínsecamente relacionadas y tal vez deberían ser considerados como aspectos diferentes del mismo fenómeno.
- La relación de los rombos gruesos {\displaystyle T} con los delgados {\displaystyle t} en un teselado infinito es la razón dorada, {\displaystyle T}/{\displaystyle t} = φ = 1.618..
- Los gusanos de Conway, secuencias y rombos vecinos con lados paralelos, son apariencias que llevan la secuencia de Fibonacci de {\displaystyle T} y {\displaystyle t}, y así las barras de Ammann también provienen de grillas que llevan la sucesión de Fibonacci.
- Alrededor de cada estrella {\displaystyle 5T-} se forma una espiral de Fibonacci segmentada por los lados de los rombos .
- La distancia entre los montículos finitos repetidos en la teselación crece con los números de Fibonacci cuando el tamaño del montículo se incrementa.
- La distribución de frecuencias de oscilación en una teselación de Penrose muestra las bandas y huecos cuyos anchos están en proporción expresada por φ.[9]
- El esquema de sustitución {\displaystyle T\to 2T+t;t\to T+t} introduce φ cono un factor de escala, su matriz es la raíz de la matriz de substitución de Fibonacci, implementada como una secuencia de símbolos (ejemplo, 1→101, 0→10) esta substitución produce una serie de palabras cuyas longitudes son los números de Fibonacci con índice inusual, F(2n+1) para n=1,2,3.., el límite se vuelve la secuencia binaria infinita de Fibonacci.
- Los valores propios de la matriz de substitución son φ+1 (=φ²) and 2-φ (=1/φ²).

## Teselaciones relacionadas

Una variante de la Teselación de Penrose que no es un quasicristal

Las tres variantes de la teselación de Penrose son mutua y localmente derivables: seleccionando ciertos subconjuntos de una teselación P1 podemos formar un teselado no periódico. Si etiquetamos los vértices de un pentágono en P1 en el orden 1, 3, 5, 2, 4 establecemos un etiquetado sin ambigüedad en todos los pentágonos, pudiendo ser el orden horario o antihorario. Los puntos con la misma etiqueta definen un mosaico de triángulos de Robinson mientras que sus puntos 3 y 4 corresponden con los vértices de un teselado Tie-and-Navette.
Existen, además, otras teselaciones no equivalentes relacionadas, como las hexágono-barco-estrella y la teselación de Mikulla–Roth. De este modo, si imponemos ciertas restricciones en los ángulos de la teselación rómbica surge una teselación binaria; siendo su quíntupla su simetría subyacente pero no un quasicristal. Dicho patrón puede obtenerse bien marcando los rombos más pequeños de la teselación original o aplicando reglas de sustitución, pero no por el método de corte-proyección de Bruijn.

## En el arte y la arquitectura
El valor estético de las teselaciones siempre ha sido sumamente apreciado, constituyendo uno de los motivos del interés por estas construcciones geométricas, entre las que se incluye el llamativo patrón de las teselaciones de Penrose. De este modo, se observan ciertas similitudes con los motivos decorativos del norte de África y el Medio Oriente. Los físicos Peter J. Lu y Paul Steinhardt han mostrado cómo la teselación de Penrose está presente en algunos patrones geométricos del arte medieval islámico, tales como girih, Darb-e Imam e Isfahán.
El artista Clark Richert de la comunidad Drop City usó los rombos de Penrose para sus trabajos artísticos en 1970. Proyectando la sombra del triacontaedro rómbico en un plano se observa una teselación no periódica producida por rombos gruesos y finos. En tiempos más recientes el artista computacional Jos Leys ha producido numerosas variaciones del tema de Penrose. Asimismo, el historiador del arte Martin Kemp aprecia motivos semejantes a un teselado rómbico en los trabajos de Alberto Durero.

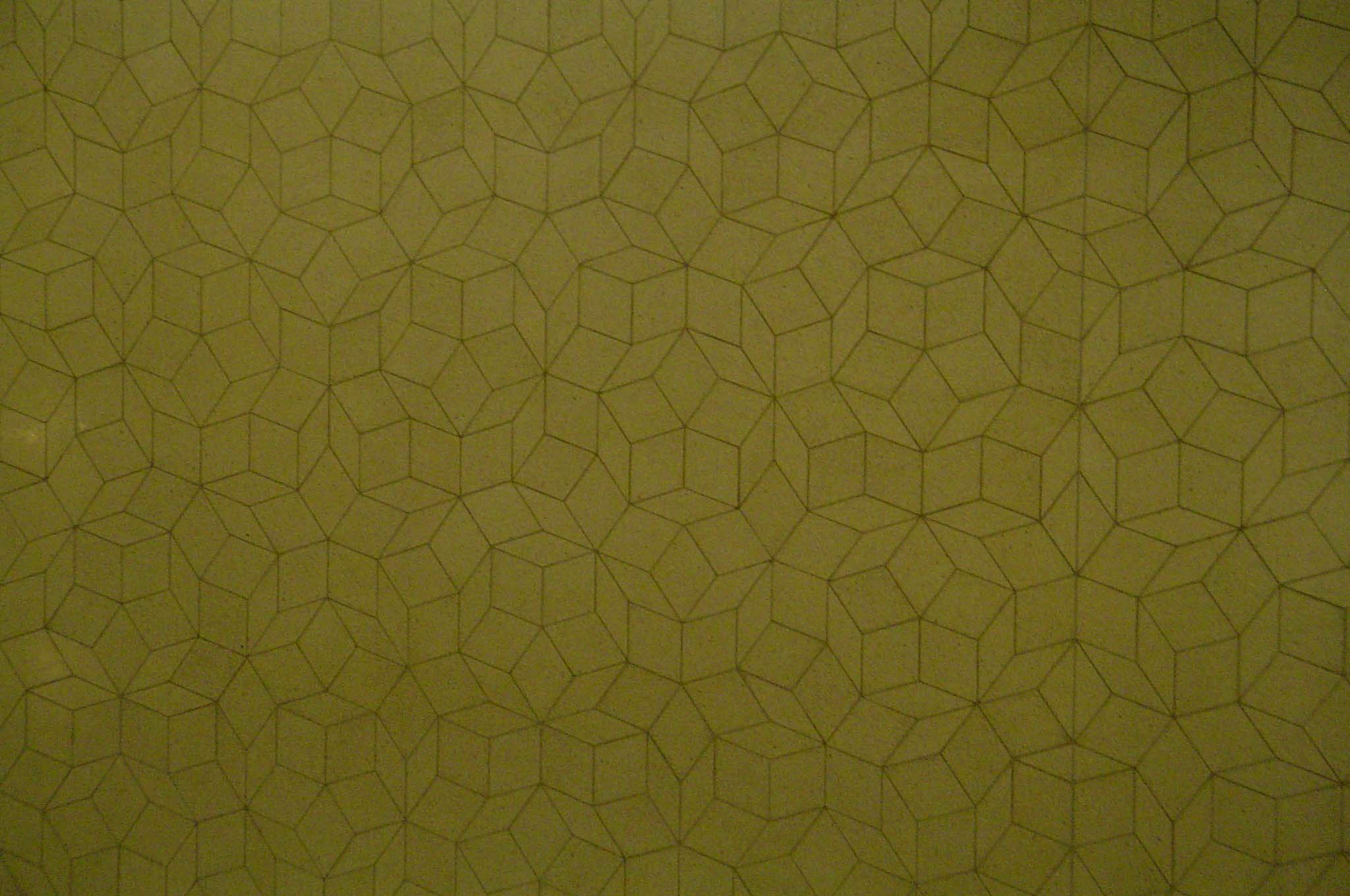
Baldosas de Penrose que cubren el piso del edificio MCS de la Universidad de Western Australia

Pentaplex Ltd, una compañía de Yorkshire, Inglaterra manejada por Penrose, es la titular de los derechos de las teselaciones de Penrose. Penrose y Pentaplex presentaron una demanda contra Kimberly-Clark. Kimberly-Clark había supuestamente hecho en relieve las teselaciones de Penrose en las texturas de papel de baño marca Kleenex en Reino Unido. La empresa de productos para higiene SCA llegó después a controlar los productos Kleenex y alcanzaron un acuerdo con Penrose y Pentaplex en la demanda en cuestión de la teselación de Penrose. SCA no está involucrada en la disputa de copyright.  Archivado el 16 de septiembre de 2007 en Wayback Machine.